# Exoprosopa zambesiana
Exoprosopa zambesiana är en tvåvingeart som beskrevs av Hesse 1956. Exoprosopa zambesiana ingår i släktet Exoprosopa och familjen svävflugor.
Artens utbredningsområde är Zambia. Inga underarter finns listade i Catalogue of Life.